# La Presa (Nayarit)
La Presa es una localidad del municipio de Santiago Ixcuintla, en el estado de Nayarit, México. Cuenta con una población de 5,863 habitantes según el censo de población de 2020.
Está situada en las márgenes del río Grande de Santiago, justamente frente a la cabecera municipal, Santiago Ixcuintla.

## Economía
El principal sector económico de la localidad es el primario. Los principales cultivos son el tabaco, el frijol negro jamapa, el sorgo, el jitomate, la caña de azúcar, el mango, el maíz y la jícama. Existe una densa red de canales que facilitan el desarrollo de los cultivos. Existe un albergue para trabajadores temporales en el campo. En la comunidad existe una clínica de salud IMSS Bienestar así como un centro para adultos mayores, además se cuenta con un establecimiento OXXO y dos establecimientos kiosco

## Personas destacadas

### Desarrollo y tecnología
Ing. Armando Vicente Ramos Medina Graduado de la carrera de Ingeniero Agrónomo con especialidad en irrigación en la Universidad Autónoma de Sinaloa, creador de diversos fertilizantes orgánicos, mineralizados, que lograron aumentar la producción en diferentes cultivos de una forma sustentable. Además de ser el creador y actual director general de la empresa ConAgrOr México.

### Administración y política
Nicolás Carrillo Palomera
Presidente municipal en los periodos 1973-1975 y 1981-1984.